# 워스 (영화)
《워스》(영어: Worth)는 2020년 공개된 미국의 전기 드라마 영화이다. 변호사 케네스 파인버그가 펴낸 회고록을 바탕으로 그가 9·11 테러 희생자 보상 기금(September 11th Victim Compensation Fund)을 운용하면서 겪은 일을 묘사한다.

## 출연
- 마이클 키턴 - 케네스 파인버그 역
- 스탠리 투치 - 찰스 울프 역
- 에이미 라이언 - 커밀 바이로스 역
- 테이트 도너번 - 리 퀸 역
- 슈노리 라마나탄 - 프리야 쿤디 역
- 로라 버낸티 - 캐런 도나토 역
- 탈리아 볼섬 - 다이앤 디디 파인버그 역
- 마크 매런 - 바트 커스버트 역
- 크리스 타디오 - 프랭크 도나토 역
- 빅터 슬레이잭 - 존 애슈크로프트 역
- 게일 랭킨 - 마이아 역
- 캐서린 커틴 - 조앤 역
- 조해나 데이 - 루스 역
- 제임스 치코니 - 제임스 역
- E.R. 루이즈 - 칼로스 역

## 수상
- 2020년 제36회 선댄스영화제 후보 프리미어